# Entre-Deux
Entre-Deux es una comuna francesa situada en el departamento de Reunión, de la región de Reunión. 
El gentilicio francés de sus habitantes es Entre-Deusiens y Entre-Deusiennes.

## Situación
La comuna está situada en el centro  de la isla de Reunión.

## Barrios y/o aldeas
Jean Lauret, La Pente d'Orange, La Ravine des Citrons, Le Bras-Long, Le Dimitile, Le Grand Fond, Le Serré 

## Demografía
| Gráfica de evolución demográfica de Entre-Deux entre 1961 y 2013 |
|                                                                  |

Fuente: Insee

## Comunas limítrofes
| Noroeste: Cilaos     | Norte: Saint-Benoît | Noreste: Le Tampon |
| Oeste: Saint-Louis   |                     | Este: Le Tampon    |
| Suroeste Saint-Louis | Sur: Saint-Pierre   | Sureste: Le Tampon |